# Le Journal de Bridget Jones (roman)
Cet article concerne le livre. Pour le film, voir Le Journal de Bridget Jones.
Le Journal de Bridget Jones (titre original : Bridget Jones’s Diary) est un roman d’Helen Fielding paru en 1996. Il a d'abord été publié sous forme de nouvelles dans les journaux The Independent et The Daily Telegraph, en 1995 et 1996.

## Résumé
Le livre raconte la vie de Bridget Jones, une célibataire trentenaire vivant à Londres et travaillant dans l'édition. Elle se bat avec souvent beaucoup d'humour pour donner un sens à sa vie dans le contexte des années 1990, et à ses aventures amoureuses avec son patron Daniel Cleaver puis avec l’avocat spécialiste des droits de l'homme, Mark Darcy. Le concept d'« enfoiré affectif » est souvent développé dans les deux romans dont elle est l'héroïne : l'agitation provoquée par des hommes pris entre le phénomène des coureurs de jupons et la phobie de l'engagement. C'est un phénomène que connaît bien Bridget, mais aussi sa « famille » d'amis : Sharon (Shazzer, la féministe), Jude (une femme d'affaires qui subit les hauts et les bas de la relation avec Richard le Cruel) et Tom (qui doit composer dans sa relation avec Jérôme le prétentieux l'« enfoiré affectif »).
La famille de Bridget est constituée d’une mère bien trop sûre d'elle, qui semble toujours trouver de nouvelles aventures et projets ; un père très terre à terre (qui doit cependant subir les sautes d'humeur de sa femme) et son frère, Jamie, un personnage secondaire. Bridget rend souvent visite à ses parents et leurs amis, Geoffrey et Una Alconbury. À ces occasions, Bridget est souvent assaillie par la question : Comment vont tes amours? et exposée aux excentricités des classes moyennes et supérieures de la société britannique, caractérisées par des réceptions « dinde au curry » et des barbecues sur le thème « Catins et Pasteurs ».

## Parallèles et comparaisons
De nombreux parallèles peuvent être faits entre ce roman et Orgueil et Préjugés de Jane Austen. Helen Fielding reconnait d'ailleurs qu'elle s'en est librement inspirée, comme elle l'a écrit dans le Daily Telegraph du 20 novembre 1999 : « J'ai piqué sans vergogne l'intrigue dans Orgueil et Préjugés pour le premier roman. Je trouve qu'elle a été très bien agencée depuis plusieurs siècles et [Jane Austen] ne m'en voudra sûrement pas. » (« I shamelessly stole the plot from Pride and Prejudice for the first book. I thought it had been very well market-researched over a number of centuries and she probably wouldn’t mind »).
- Fitzwilliam Darcy (dans Orgueil et Préjugés) et Mark Darcy (dans le Journal de Bridget Jones) partagent à la fois le même nom de famille et les mêmes traits de caractère. Le film inspiré du roman joue sur ce point, car c'est l'acteur Colin Firth, le Darcy de Orgueil et Préjugés, la série de la BBC (sur lequel Bridget fait une fixation dans le roman) qui interprète le rôle de Marc Darcy au cinéma.
- La relation entre les deux protagonistes masculins principaux, Daniel Cleaver et Mark Darcy est similaire à celle de Georges Wickham et Fitzwilliam Darcy.
- On relève des ressemblances entre la personnalité des parents de Bridget et ceux d'Elizabeth Bennet.

Des comparaisons peuvent également être faites entre le roman suivant d'Helen Fielding L’Âge de raison et un autre de Jane Austen, Persuasion.
Lorsqu'elle était chroniqueuse, Helen Fielding a souvent reproduit les obsessions de la société britannique pour les magazines féminins comme Cosmopolitan et critiqué les tendances et les travers des Anglaises de cette époque.

## Autour du roman
La suite du roman, Bridget Jones : L'Âge de raison a été publiée en 1999.
En 2001, l'adaptation cinématographique a été un succès international. La suite, Bridget Jones : L'Âge de raison, a suivi en 2004.
Tracie Bennett a remporté le prix Audie de la meilleure actrice de comédie pour ses narrations des deux livres audios.
En 2013, une autre suite Bridget Jones : Folle de lui est publiée, suivi par Bridget Jones Baby : Le Journal en 2016.

### Éditions imprimées
Éditions imprimées en anglais
- (en) Helen Fielding, Bridget Jones's Diary : A Novel, Londres, Picador, 25 octobre 1996, 310 p. (ISBN 978-0-330-33276-7)Édition grand format.
- (en) Helen Fielding, Bridget Jones's Diary : A Novel, Londres, Picador, 20 juin 1997, 310 p. (ISBN 978-0-330-33277-4)Édition au format de poche.

Éditions imprimées en français
- Helen Fielding (trad. Arlette Stroumza), Le Journal de Bridget Jones [« Bridget Jones's Diary »], Paris, Albin Michel, 2 juin 1998, 352 p. (ISBN 978-2-226-10438-0, BNF 36985208)
- Helen Fielding (trad. Arlette Stroumza), Le Journal de Bridget Jones [« Bridget Jones's Diary »], Paris, J'ai lu, coll. « J'ai lu comédie » (no 5418), 28 janvier 2000, 342 p. (ISBN 978-2-290-30039-8, BNF 37213325)

### Livres audio
Livre audio en anglais
- (en) Helen Fielding (auteur) et Tracie Bennett (narratrice), Bridget Jones's Diary, Londres, Macmillan, 20 juin 1997 (ISBN 978-0-333-90353-7)Support : 4 disques compacts audio ; durée : non connue ; version abrégée (sélection par Katrin Williams) selon le catalogue de la British Library.

Livre audio en français
- Helen Fielding (auteur) et Véronique Groux de Miéri (narratrice) (trad. Arlette Stroumza), Le Journal de Bridget Jones [« Bridget Jones's Diary »], La Roque-sur-Pernes, Éditions VDB, 1er juin 2002 (ISBN 978-2-87821-969-2)Support : 8 cassettes audio ; durée : 8 h 15 min environ ; musique de Thierry Duhamel. Livre audio apparemment non réédité sous forme de disques compacts audio.